# Liste des Commonwealth Heritage im Australischen Antarktis-Territorium
Die Liste des Commonwealth Heritage listet alle Objekte im Australischen Antarktis-Territorium auf, die in die Commonwealth Heritage List aufgenommen wurden. Grundlage der Liste ist der Environment Protection and Biodiversity Conservation Act aus dem Jahr 1999. Bis November 2004 wurden in dem Territorium 2 Stätten in die Liste aufgenommen.
- Mawson-Station
- Mawson’s Huts Historic Site